# Niedersächsisches Museum für Kali- und Salzbergbau
Das Niedersächsische Museum für Kali- und Salzbergbau ist ein Museum im Stadtteil Empelde der Stadt Ronnenberg in der Region Hannover.

## Geschichte
Der Förderverein des Museums wurde 1991 als Verein „Bergbaudokumentation Hansa Empelde“ gegründet. Die anfängliche Dokumentensammlung zum Kaliwerk Hansa wurde ab 1994 in von der Stadt Ronnenberg zur Verfügung gestellten Räumen zu einem Museum ausgebaut, das 1996 eröffnet wurde.

## Ausstellung

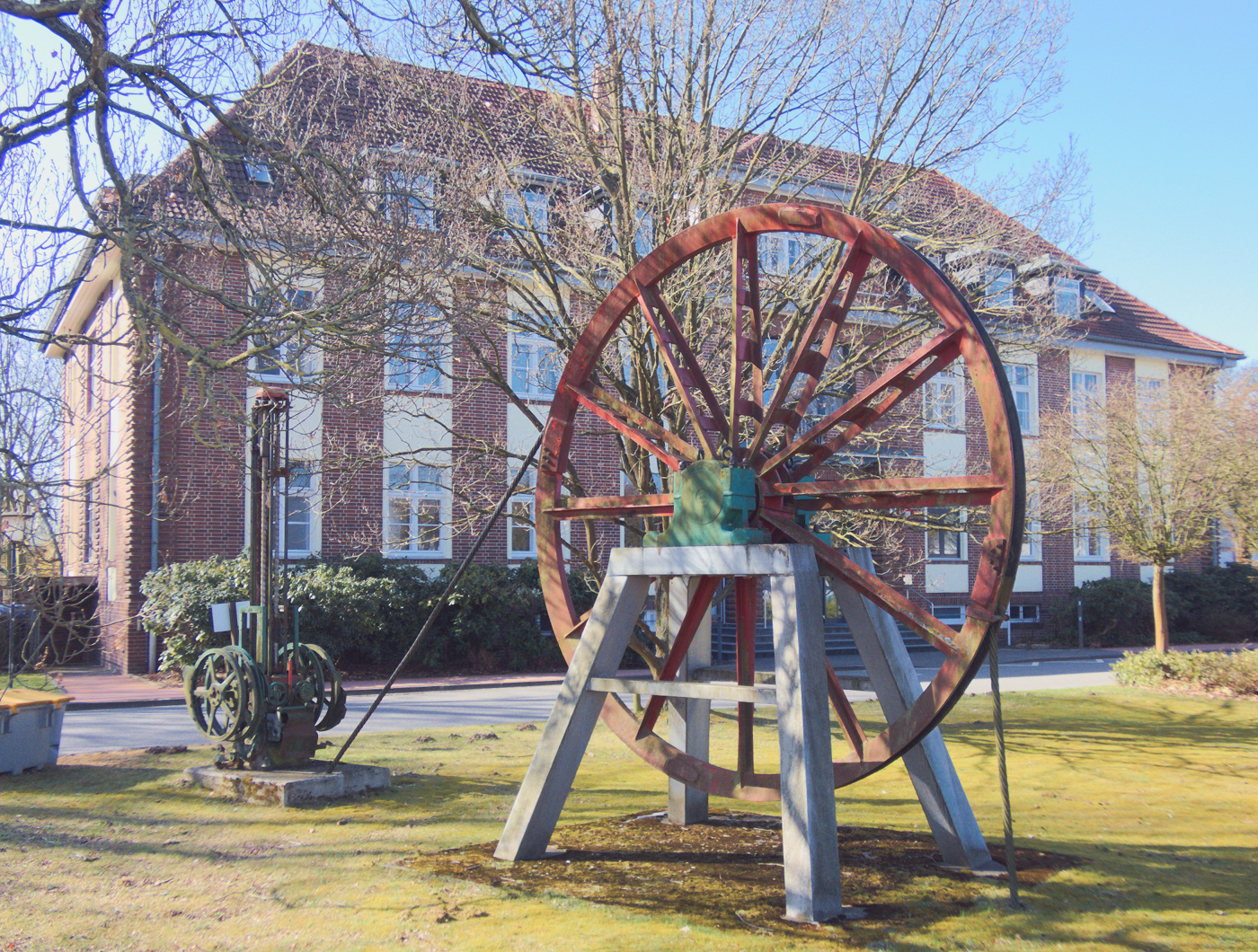
Seilscheibe und Teufenanzeiger, im Hintergrund das ehemalige Verwaltungsgebäude

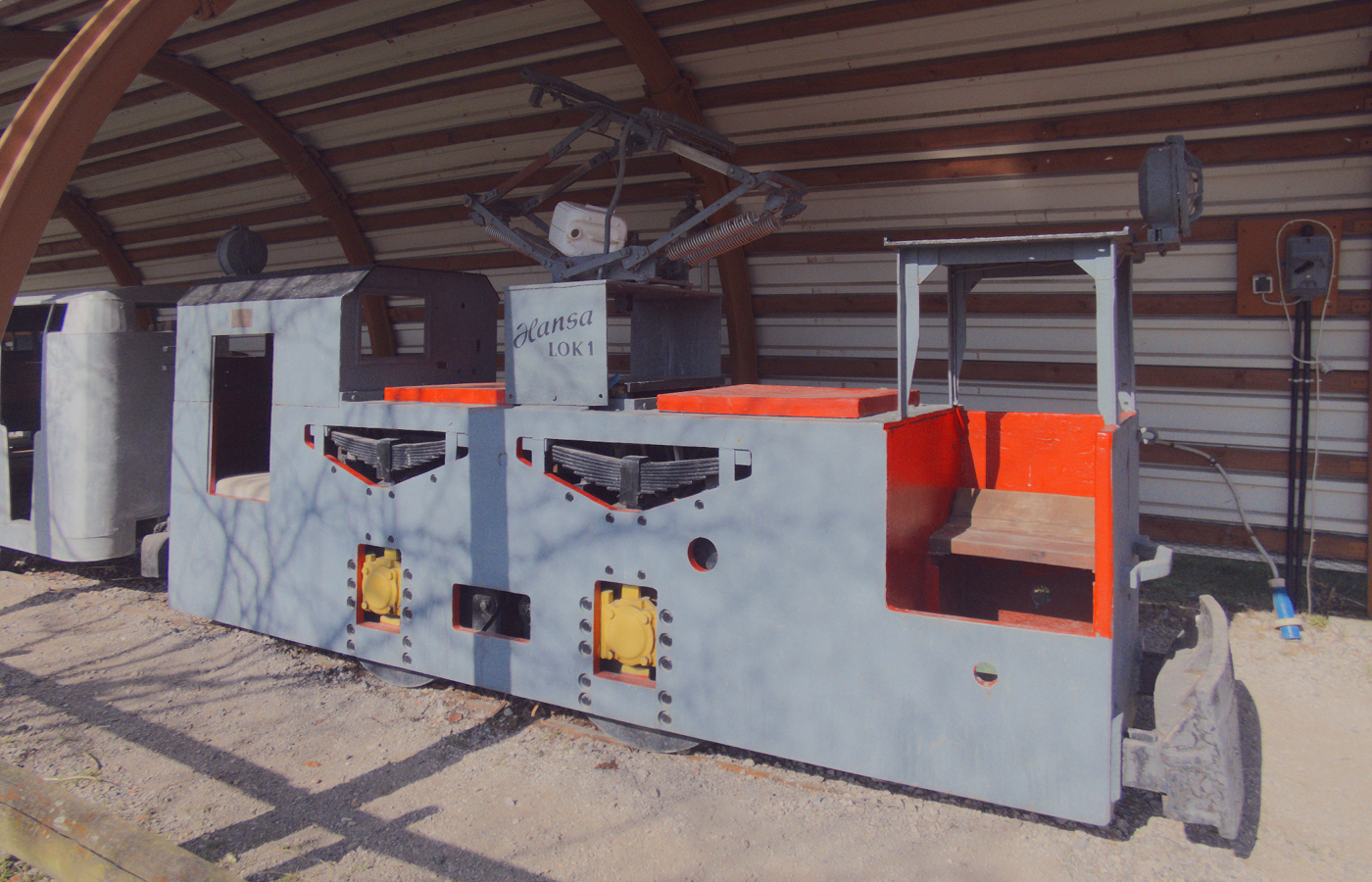
Grubenlok im Freigelände

Das Museum zeigt in 7 Räumen auf etwa 300 m² Ausstellungsfläche Modelle und Objekte zum Empelder Kalibergbau, dem Benther Salzstock und zu Themen um Salzlagerstättenentstehung, Salzgewinnung und -verarbeitung sowie eine Mineraliensammlung. Ein im Museum nachgebauter Streckenvortrieb und ein Blindschacht ermöglichen den Besuchern Mitmacherfahrungen.
Die Stadt Ronnenberg gewährt die mietfreie Nutzung der Räumlichkeiten, übernimmt die Betriebskosten und die bauliche Unterhaltung. Außerdem ist sie Mitglied bei der Bergbaudokumentation Hansa Empelde.
Im Freien zwischen dem von der Ausstellung mitgenutzten ehemaligen Betriebsgebäude und dem als Rathaus der Stadt Ronnenberg dienendem ehemaligen Verwaltungsgebäude des Kaliwerks stehen Informationstafeln und Objekte wie Teufenanzeiger und Seilscheibe von Schacht III des Kaliwerks und der Schachtdeckel des Schachts mit einem Durchmesser von 6,50 Meter. Es gibt einen Grubenzug aus einer ehemals im Kaliwerk Bergmannssegen-Hugo unter Tage eingesetzten Elektro-Grubenlok BBC EL6 mit Personen- und Förderwagen sowie ein Grubenfahrrad.

## Besucher
Von 1996 bis 2015 hatte das Museum insgesamt etwa 40.000 Besucher. In Spitzenjahren waren es 4500, später sank die Besucherzahl auf beispielsweise etwa 1300 im Jahr 2013.
Das Museum ist sonntags von 10 bis 14 Uhr und sonst nach telefonischer Vereinbarung zu etwa 90 Minuten dauernden Führungen geöffnet.

## Trägerverein
Der 1991 gegründete Trägerverein „Niedersächsisches Museum für Kali- und Salzbergbau e. V.“ hat etwa 100 Mitglieder und ist als gemeinnützig anerkannt.